# Bolano
Bolano (en lígur: Bolan) és un comune (municipi) de la província de La Spezia, a la regió italiana de la Ligúria, situat uns 80 km al sud-est de Gènova i uns 11 km al nord-est de La Spezia. A 31 de desembre de 2011, tenia 7.759 habitants i una superfície de 14,7 km².
Bolano limita amb els següents municipis: Aulla, Follo, Podenzana, Santo Stefano di Magra, Tresana i Vezzano Ligure.